# Haplopelma lividum
Las tarántulas Haplopelma lividum, más conocidas como cobalt blue por su color azul cobalto, son una especie de tarántula nativa de Birmania y Tailandia.
Esta araña, muy popular entre los aficionados, es de tamaño mediano con una medida entre patas de aproximadamente 13 cm, es conocida por sus patas de color azules iridiscentes.
Machos y hembras son muy similares hasta adultos diferenciándose por el gancho de acoplamiento en el macho.
Pasa la mayor parte del tiempo en galerías subterráneas que ella suele construir.